# 除虱草属
除虱草属（学名：Staphisagria）是毛茛科翠雀族的一个属，分布于地中海地区。除虱草属原本是翠雀属的一支，然而分子证据表明其应当独立成属，模式种为除虱草。

## 物种名录
除虱草属有以下物种：
- 除虱草  =
- 小籽除虱草  =
- 美丽除虱草  =

亦有学者认为小籽除虱草和美丽除虱草应该合为一种：
- 除虱草
- 小籽除虱草 
  - 小籽除虱草（原亚种）
  - 美丽除虱草